# Föräldrakooperativ

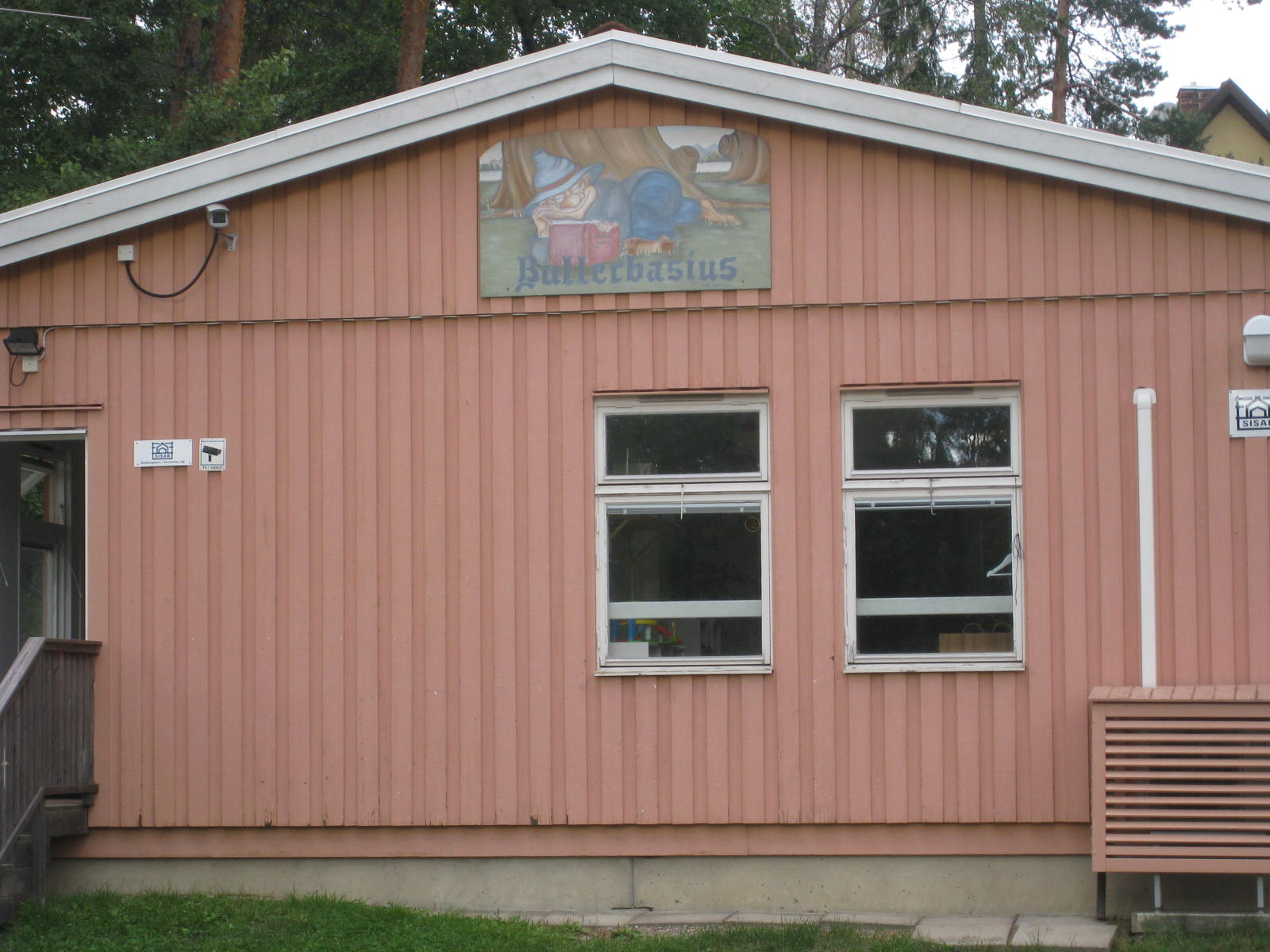
Ett föräldrakooperativ i Bromma.

Föräldrakooperativ är en driftsform för skolor, fritidshem och förskolor där föräldrar kan driva verksamheten i föreningsform. I svenska språket är ordet belagt sedan 1982.
Föräldrakooperativ ställer olika krav på arbetsinsatser för medlemmarna, som kan bestå av vårdnadshavare och andra, men ger samtidigt stort inflytande i verksamheten för medlemmarna. Det kan exempelvis vara föräldrar som sköter bokföringen, gör inhopp som vikarie i verksamheten eller utför arbetsuppgifter som matlagning eller städning inom densamma. Styrelsen är huvudman och har ett lagreglerat arbetsgivaransvar med ytterst ansvar för personal och arbetsmiljö.

## Politisk debatt
Under 1980-talet bedrevs en omfattande politisk debatt om daghem skulle få drivas i aktiebolagsform, eller endast i form av föräldrakooperativ.